# Peter von Hofmann

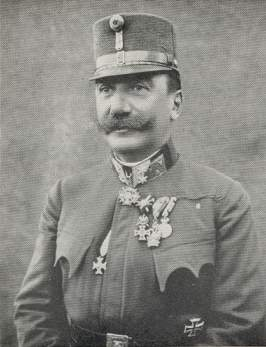
Peter Freiherr von Hofmann

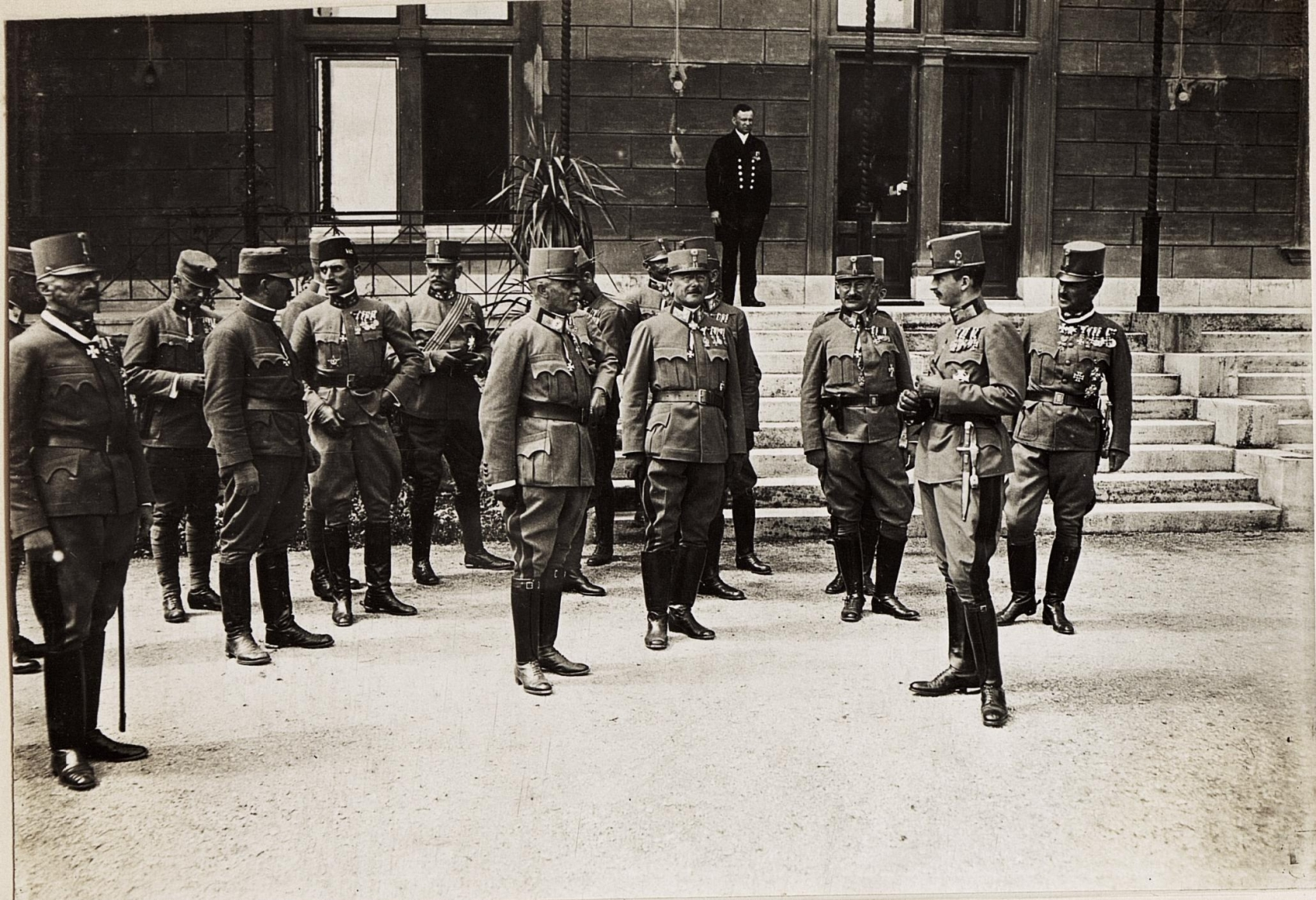
180. Promotion des Militär-Maria-Theresien-Ordens am 17. August 1917 in der Villa Wartholz, bei der auch Hofmann sein Ordenskreuz erhielt

Peter Hofmann, von 1917 bis 1919 Freiherr von Hofmann (* 10. Juli 1865 in Wien; † 7. Mai 1923 ebenda) war ein österreichischer Offizier, zuletzt General der Infanterie im Ersten Weltkrieg.

## Leben
Bis 1884 absolvierte der Sohn eines Armeeoffiziers die Theresianische Militärakademie, 1889 wurde er zum Generalstabsoffizier ernannt und dem k.u.k. Kriegsministerium zugeteilt. 1911 übernahm er als Generalmajor das Kommando einer Brigade in Bozen, im April 1914 wurde er dem 11. Korpskommando in Lemberg zugeteilt. Er war verheiratet und hatte zwei Töchter.
Als Generalmajor wurde er Gruppenkommandeur der späteren 55. k.u.k Infanterie-Division, bald „Korps Hofmann“ genannt. Dieses Korps formierte er während des Ersten Weltkriegs nach dem Rückzug in die Karpaten aus Landsturmtruppen und Gendarmerie neu.
Bei der Schlacht in den Karpaten war Hofmann (seit 1. November 1914 Feldmarschallleutnant), wie in der Schlacht von Gorlice-Tarnów und bei der Bug-Offensive mit seinem Korps erfolgreich beteiligt.
1917 wurde das Korps Hofmann zum XXV. Korps umgebildet. Am 17. August 1917 erhielt Peter Hofmann in der Villa Wartholz den Militär-Maria-Theresien-Orden verliehen, wodurch er in den österreichischen Freiherrenstand erhoben wurde. Das entsprechende Diplom wurde jedoch aufgrund des Endes der Monarchie nie ausgestellt. Im Februar 1918 wurde Hoffmann General der Infanterie und blieb bis Kriegsende Kommandierender General des XXV. Korps.
Am 1. Jänner 1919 erfolgte seine Pensionierung.